# Paramyzus sii
Paramyzus sii är en insektsart som beskrevs av Shaposhnikov och Stekolshchikov 1989. Paramyzus sii ingår i släktet Paramyzus och familjen långrörsbladlöss. Inga underarter finns listade i Catalogue of Life.